# Ďačov
Ďačov (allemand : Deutschhalmen , hongrois : Décső) est un village de Slovaquie situé dans la région de Prešov.

## Histoire
Première mention écrite du village en 1338.

## Démographie

### Évolution de la population
| Année:               | 1994. | 2004.   | 2014.   | 2024.   |
| -------------------- | ----- | ------- | ------- | ------- |
| Nombre de personnes: | 739   | 747     | 756     | 744     |
| Différence:          |       | +1,08 % | +1,20 % | -1,58 % |

| Année:               | 2023. | 2024.   |
| -------------------- | ----- | ------- |
| Nombre de personnes: | 736   | 744     |
| Différence:          |       | +1,08 % |